# Textillaborant
Textillaborant ist in Deutschland ein nach dem Berufsbildungsgesetz anerkannter Ausbildungsberuf, dessen Ausbildung nach der Verordnung über die Berufsausbildung zum/zur Textillaborant/in geregelt ist. Textillaboranten können in ihrer Ausbildung zwischen den Schwerpunkten Textiltechnik, Textilveredelung und Textilchemie wählen. In der Schweiz ist die Ausbildung analog nach dem Bundesgesetz über die Berufsbildung geregelt. Textillaboranten arbeiten in Laboren der Textilindustrie. 

## Ausbildung
Das Berufsbildungsgesetz schreibt für die Ausbildung zum Textillaboranten keinen Schulabschluss vor, jedoch sind ausgeprägte naturwissenschaftliche und mathematische Kenntnisse wünschenswert. Die Ausbildung dauert in der Schweiz drei, in Deutschland dreieinhalb Jahre und wird als so genannte duale Ausbildung im Betrieb und in der Berufsschule durchgeführt.

## Materialien
Für die Arbeit benötigen Textillaboranten verschiedenste Prüfgeräte (wie z. B. Viskosimeter, um die Festigkeit festzustellen, pH-Meter für den pH-Wert, Pilotanlage, um die Produktionsverfahren durchzugehen etc.). Sie testen die Gewebe und Chemikalien, die im Betrieb Verwendung finden, auf verschiedenste Weise auf ihre Verwendbarkeit und Eigenschaften.

## Aufgabenbereich
Zum Aufgabenbereich von Textillaboranten gehören...
- Chemikalieneingangskontrollen, die bei neuen Chemikalien durchgeführt werden, um ihre Eigenschaften und möglichen Verwendungszweck zu testen
- Eingangprüfungen von zugelieferten Fremdprodukten und Materialien
- Prüfungen von neuen textilen Materialien auf Verarbeitungsmöglichkeiten und Einsatzgebiete
- Stichprobenartige Überprüfung von Standardprodukten zur Qualitätssicherung
- Rezepturen für spezielle Anforderungen
- Bearbeitung von Reklamationen
- Ummusterung, um trotz äußerer Einflüsse wie Gewebe und Licht bestimmte Farben zu erzielen
- Weiterentwicklung von Produkten und Herstellungsverfahren, um die Herstellungskosten zu senken und die Qualität zu verbessern
- Entwicklung von neuen Produkten oder Produkteigenschaften
- Auswertung und Interpretation aller möglichen Prüfungsergebnisse
- Erstellung von Prüfungsberichten und Zertifikaten für die Waren
- Kontrollen nach den Grundsätzen des Umweltschutzes, der Sicherheit und des Gesundheitsschutzes  (z. B. wird das Abwasser auf Formaldehydemissionen getestet)

## Fußnote
1. ↑  http://www.bmwi.de/BMWi/Redaktion/PDF/Ausbildungsverordnungen/ao-textillaborant,property=pdf,bereich=bmwi,sprache=de,rwb=true.pdf@1@2Vorlage:Toter+Link/www.bmwi.de+(Seite+nicht+mehr+abrufbar,+festgestellt+im+Mai+2019.+Suche+in+Webarchiven) Datei:Pictogram+voting+info.svg Info:+Der+Link+wurde+automatisch+als+defekt+markiert.+Bitte+prüfe+den+Link+gemäß+Anleitung+und+entferne+dann+diesen+Hinweis.